# Білозуб Олександр Сергійович
Олекса́ндр Сергі́йович Білозу́б (нар.18 серпня 1961, село Стовп'яги, Переяслав-Хмельницький район, Київська область) — український сценограф, художник, актор та режисер театру і кіно, заслужений діяч мистецтв України (2011) та народний артист України (2021).

## Біографія
У 1979 році закінчив Київський державний інститут декоративно-прикладного мистецтва і дизайну імені Михайла Бойчука.
Після служби в рядах збройних сил СРСР (1981—1983)
навчався у Київському національному університеті культури і мистецтв (1986—1989) на кафедрі режисури та акторської майстерності професора Д. Чайковського.
З 1989 року початок творчого шляху в українських театрах, таких як:
- Львівський академічний духовний театр «Воскресіння»— художник-постановник
- Сумський обласний академічний театр драми та музичної комедії імені М. С. Щепкіна — художник-постановник
- Миколаївський драматичний театр ім. Чкалова— художник-постановник
- Театр «Арабески» Харків спільні проекти з рок-групою Мертвий Півень — художник-постановник
- Участь в різноманітних антрепризах

З 1997 по 2001 роки співпрацював з режисером Андрієм Жолдак в багатьох театрах України, Росії та Європи як актор та художник.
З 2002 по 2015 рік працював у Національному академічному драматичному театрі імені Івана Франка як режисер, художник-постановник та актор.
З 2002 року і понині працює художником-поставником з режисером Аттілою Віднянським у театрах Угорщини.

## Творчість

### Акторські та режисерські роботи
| Рік  | Назва                            | Театр                                                                     | Країна                        | Роль                          | Примітки                                                                         |
| ---- | -------------------------------- | ------------------------------------------------------------------------- | ----------------------------- | ----------------------------- | -------------------------------------------------------------------------------- |
| 1993 | Я сьогодні сміюсь над собою      |                                                                           | Ізраїль                       | режисер, актор                | Присвячується О.Вертинському, антреприза                                         |
| 1995 | Пісенька на три такти            |                                                                           | Ізраїль                       | режисер, актор                | Присвячується Чарлі Чапліну, антреприза                                          |
| 1996 | Кармен                           |                                                                           | Великий тур по містам України | актор                         | режисер А.Жолдак                                                                 |
| 2002 | Батько                           | Національний театр ім. Франка                                             | Україна                       | режисер-постановник           | Премія Київська пектораль Найкращий камерний спектакль (2002)                    |
| 2002 | Прем'єра                         | Національний театр ім. Франка                                             | Україна                       | режисер-постановник           | автор: Д. Кромвэлл                                                               |
| 2003 | Божественна самотність           | Національний театр ім. Франка                                             | Україна                       | режисер                       | автор: О.Денисенко                                                               |
| 2003 | Брати Карамазови                 | Національний театр ім. Франка                                             | Україна                       | актор                         | автор: Ф. Достоєвський, режисер: Я.Одинокий                                      |
| 2003 | Цар Едіп                         | Національний театр ім. Франка                                             | Україна                       | актор                         | автор: Софокл, режисер: Р.Стуруа                                                 |
| 2004 | Мисливці за снами                | Національний театр ім. Франка                                             | Україна                       | режисер                       | автор: М.Павич                                                                   |
| 2005 | Соло-Меа                         | Національний театр ім. Франка                                             | Україна                       | режисер                       | автор: О.Білозуб                                                                 |
| 2006 | Соло для годинника з передзвоном | Національний театр ім. Франка                                             | Україна                       | режисер                       | автор: О. Заградник                                                              |
| 2006 | Голодний гріх                    | Центр Леся Курбаса                                                        | Україна                       | режисер                       | автор: В.Стефаник, Премія Київська пектораль Найкращий камерний спектакль (2006) |
| 2007 | Одіссея                          | Центр Леся Курбаса                                                        | Україна, Угорщина, Єгипет     | режисер                       | автор: Гомер                                                                     |
| 2008 | Я згадую… Амаркорд               | Національний театр ім. Франка                                             | Україна                       | режисер                       | автор: А.Білозуб, О.Сікорська                                                    |
| 2008 | Провінційна Леді Макбет          |                                                                           | Єгипет                        | режисер                       | автор: О.Білозуб                                                                 |
| 2009 | Дві квітки кольору індиго        | Національний театр ім. Франка                                             | Україна                       | режисер, сценографія          | автор: О.Білозуб                                                                 |
| 2010 | Остання стрічка Креппа           | Національний театр ім. Франка                                             | Україна                       | режисер                       | автор: С.Бекетт                                                                  |
| 2011 | Романс. Майстер-клас             | Національний театр ім. Франка                                             | Україна                       | режисер                       | автор: О.Білозуб                                                                 |
| 2012 | Як тебе не любити, Києве мій!    | Національний театр ім. Франка                                             | Україна                       | режисер, сценографія, костюми | автор: О.Білозуб                                                                 |
| 2018 | Акомпаніатор                     | Київський театр оперети                                                   | Україна                       | режисер                       | автор: Марсель Мітуа                                                             |
| 2019 | Біля мого вікна                  | Київський академічний драматичний театр на Подолі                         | Україна                       | режисер, дизайн костюмів      | Моновистава                                                                      |
| 2019 | Георг Отс                        | Київський національний академічний театр оперети (експериментальна сцена) | Україна                       | режисер, дизайн костюмів      |                                                                                  |

### Сценографічні роботи
| Рік       | Назва                                                     | Театр                                                                     | Країна            | Роль                         | Примітки |  |
| --------- | --------------------------------------------------------- | ------------------------------------------------------------------------- | ----------------- | ---------------------------- | --- |  |
| 2001      | Roberto Zucco (Роберто Зукко)                             | illyés Gyuila Magyar Nemzeti Szinház, Petit Théatre du Poisson            | Угорщина, Франція | художник-постановник         | режисер Д.Лазорко |  |
| 2002      | Az Orr (Нос)                                              | Magyar Nemzeti Szinház                                                    | Угорщина          | сценографія, дизайн костюмів | автор: Н. Гоголь, режисер: А.Віднянський                                                                                      |  |
| 2002      | Bánk Bán (Банк Бан)                                       | Magyar Nemzeti Szinház                                                    | Угорщина          | сценографія, дизайн костюмів | автор: Э.Ференц, режисер: А.Віднянський                                                                                       |  |
| 2002      | Персональна художня виставка                              |                                                                           | Україна           | художник                     | |  |
| 2003      | Roberto Zucco (Роберто Зукко)                             | Új Szinház                                                                | Угорщина          | сценографія, дизайн костюмів | автор: Бернар-Марі Кольтес, режисер: А.Віднянський                                                                            |  |
| 2003      | A Szarvassa Változott Fiú (Олень)                         | Gyulai Varszinház                                                         | Угорщина          | сценографія, дизайн костюмів | автор: Юхас Ференц, режисер: А.Віднянський                                                                                    |  |
| 2003      | Három Növer (Три Сестри)                                  | Zsámbéki Nyári Szinház                                                    | Угорщина          | сценографія, дизайн костюмів | автор: А.Чехов, режисер: А.Віднянський                                                                                        |  |
| 2003      | Kioldás-tanulmany egy Végkifejethez (Розв'язка)           | Zsámbéki Nyári Szinház                                                    | Угорщина          | сценографія, дизайн костюмів | автор: Веребеш Эрню, режисер: А.Віднянський                                                                                   |  |
| 2004      | Kisvárosi Lady Macbeth (Катерина Ізмайлова)               | Magyar Állami Operaház                                                    | Угорщина          | сценографія, дизайн костюмів | автор: Д.Шостакович, режисер: А.Віднянський                                                                                   |  |
| 2004      | Tóték (Товт та інші)                                      | illyés Gyuila Magyar Nemzeti Szinház                                      | Угорщина          | сценографія, дизайн костюмів | автор: Эркень Иштван, режисер: А.Віднянський                                                                                  |  |
| 2004      | Jenúfa (Енуфа)                                            | Magyar Állami Operaház                                                    | Угорщина          | сценографія, дизайн костюмів | автор: Л.Яначек, режисер: А.Віднянський                                                                                       |  |
| 2005      | Shakespeare Festivál Gyula (Шекспір)                      | illyés Gyuila Magyar Nemzeti Szinház                                      | Угорщина          | сценографія, дизайн костюмів | режисер: А.Віднянський |  |
| 2005      | Közeleg Az Idő (І час прийде)                             | Új Szinház                                                                | Угорщина          | сценографія, дизайн костюмів | автор: автор: Лин Кнутсон, режисер: А.Віднянський                                                                             |  |
| 2005-2006 | A Nürnbergi Meszerdalnokok (Нюрнбергскі Майстерзингери)   | Magyar Állami Operaház                                                    | Угорщина          | сценографія, дизайн костюмів | автор: Ріхард Вагнер, режисер: А.Віднянський                                                                                  |  |
| 2006      | Don Giovanni (Дон Жуан)                                   | Opera/ 52 Split Festifal Summer «Splitsko Ljeto»                          | Хорватія          | сценографія, дизайн костюмів | автор: Вольфганг Амадей Моцарт, режисер: А.Віднянський                                                                        |  |
| 2006      | Liliomfi (Лілійомфі)                                      | illyés Gyuila Magyar Nemzeti Szinház                                      | Угорщина          | сценографія                  | автор: Зіглегеті Еде, режисер: А.Віднянський                                                                                  |  |
| 2006      | A Sasfiók (Орлёнок)                                       | Csokonai Szinház                                                          | Угорщина          | сценографія, дизайн костюмів | автор: Едмон Ростан, режисер: А.Віднянський                                                                                   |  |
| 2006      | 1 A Roka. 2 Mavra. 3 A Katona története (Історія Солдата) | Magyar Állami Operaház                                                    | Угорщина          | сценографія, дизайн костюмів | автор: І.Стравінський, режисер: А.Віднянський                                                                                 |  |
| 2006      | Csattanuga Csucsu (Чаттануга Чу-Чу)                       | Csokonai Szinház                                                          | Угорщина          | сценографія, дизайн костюмів | автор: Фолдес Ласло Хобо, режисер: А.Віднянський                                                                              |  |
| 2006      | Liberté 56 (Ліберте 56)                                   | Csokonai Szinház                                                          | Угорщина          | сценографія                  | автор: С.Геза, режисер: А.Віднянський                                                                                         |  |
| 2006      | The Force of Destiny (Сила Долі)                          | Hungarian State Opera                                                     | Угорщина          | сценографія, дизайн костюмів | автор: Джузеппе Верді, режисер: А.Віднянський                                                                                 |  |
| 2008      | Ribillió Rómában (Дядюшка Марое)                          | Dubrovnik Festival                                                        | Хорватія          | сценографія, дизайн костюмів | автор: Марин Држич, режисер: А.Віднянський                                                                                    |  |
| 2008      | Bánk Bán (Банк Бан)                                       | Csokonai Szinház                                                          | Угорщина          | сценографія, дизайн костюмів | автор: Э.Ференц, режисер: А.Віднянський                                                                                       |  |
| 2009      | Borisz Godunov (Борис Годунов)                            | Csokonai Szinház                                                          | Угорщина          | сценографія, дизайн костюмів | автор: Мусоргський Модест Петрович, режисер: А.Віднянський                                                                    |  |
| 2009      | Turandot (Турандот)                                       | Csokonai Szinház                                                          | Угорщина          | сценографія, дизайн костюмів | автор: Джакомо Пуччіні, режисер: А.Віднянський                                                                                |  |
| 2009      | Ahogy Tetszik (Як вам це подобається)                     | Csokonai Szinház                                                          | Угорщина          | сценографія, дизайн костюмів | автор: Вільям Шекспір, режисер: А.Віднянський                                                                                 |  |
| 2010      | Mesés Férfiak Szárnyakkal (Чоловіки з крилами)            | Csokonai Szinház                                                          | Угорщина          | сценографія, дизайн костюмів | режисер: А.Віднянський |  |
| 2010      | Peter és Jerry/ Állatkerti történet (Пітер та Джеррі)     | Thália Szinház                                                            | Угорщина          | сценографія, дизайн костюмів | автор: Едвард Олбі, режисер: А.Віднянський                                                                                    |  |
| 2010      | Seagull (Чайка) — не здійснена                            | Dicapo Opera                                                              | Нью-Йорк, США     | сценографія, дизайн костюмів | автор: А.Чехов, режисер: А.Віднянський                                                                                        |  |
| 2010      | Ludas Matyi (Лудаш Моті)                                  | Csokonai Szinház                                                          | Угорщина          | сценографія, дизайн костюмів | автор: Bela Farago, режисер: А.Віднянський                                                                                    |  |
| 2011      | Háry János (Янош Харі)                                    | Csokonai Szinház                                                          | Угорщина          | сценографія, дизайн костюмів | автор: Кодай Золтан, режисер: А.Віднянський                                                                                   |  |
| 2011      | Az ember tragédiája (Трагедія Людини)                     | Szegedi Szabadtéri                                                        | Угорщина          | сценографія, дизайн костюмів | автор: Мадач Імре, режисер: А.Віднянський                                                                                     |  |
| 2011      | Mária ("Марія)                                            | Főnix Sport Arena                                                         | Угорщина          | сценографія, дизайн костюмів | автор і композитор: Шарка Тамаш, режисер: А.Віднянський                                                                       |  |
| 2011      | A Szarvassa Valtozott Fiu (Олень)                         | Художній фільм                                                            | Угорщина          | художник                     | автор: Юхас Ференц, режисер: А.Віднянський (Нагорода за найкращий фільм Кінофестивалю Угорського Кіно, 2015 Лос-Анджелес, США |  |
| 2012      | Персональна виставка сценографії                          | Hungarian Theatre Museum                                                  | Угорщина          |                              | |  |
| 2012      | Az ember tragédiája (Трагедія Людини)                     | Csokonai Szinhaz                                                          | Угорщина          | сценографія, дизайн костюмів | автор: Мадач Імре, режисер: А.Віднянський                                                                                     |  |
| 2012      | Mária ("Марія)                                            | Szegedi Szabadtéri                                                        | Угорщина          | сценографія, дизайн костюмів | автор і композитор: Шарка Тамаш, режисер: А.Віднянський                                                                       |  |
| 2013      | Персональна художня виставка                              | Будинок актора (Київ)                                                     | Україна           |                              | |  |
| 2013      | Vitez lelek (Вітязь души)                                 | Nemzeti Szinhaz Budapest                                                  | Угорщина          | сценографія                  | автор і композитор: Тамаши Арон, режисер: А.Віднянський                                                                       |  |
| 2013      | Johanna a maglyan (Жанна Д'арк на вогнищі)                | Nemzeti Szinhaz Budapest                                                  | Угорщина          | сценографія, дизайн костюмів | музика: Артур Онеґґер, поема: Поль Клодель, режисер: А.Віднянський                                                            |  |
| 2013      | Janos Vitez (Янош Витез)                                  | Nemzeti Szinhaz Budapest                                                  | Угорщина          | художник                     | драматург: Петефі Шандор, режисер: А.Віднянський                                                                              |  |
| 2014      | Fekete ég / A fehér felhő (Чорне небо / Біла хмара)       | Nemzeti Szinhaz Budapest                                                  | Угорщина          | сценографія, дизайн костюмів | драматург: Молнар Ференц, режисер: А.Віднянський                                                                              |  |
| 2014      | Isten Ostora (Атіла/Біч Божий)                            | Nemzeti Szinhaz Budapest                                                  | Угорщина          | сценографія, дизайн костюмів | драматург: Банфі Міклош, режисер: А.Віднянський                                                                               |  |
| 2015      | Don Quijote (Дон Кихот)                                   | Nemzeti Szinhaz Budapest                                                  | Угорщина          | сценографія, дизайн костюмів | автор: Веребеш Ерню, режисер: А.Віднянський                                                                                   |  |
| 2015      | Fedák Sári (Шарі Федак)                                   | Nemzeti Szinhaz Budapest                                                  | Угорщина          | сценографія                  | автор: Неллі Сюч (Szűcs Nelli), Давид Жужа (Dávid Zsuzsa), режисер: Давид Жужа                                                |  |
| 2015      | PSYCHÉ (Психея)                                           | Nemzeti Szinhaz Budapest                                                  | Угорщина          | сценографія, дизайн костюмів | автор: Вереш Шандор, режисер: А.Віднянський                                                                                   |  |
| 2015      | Szindbad (Синдбад)                                        | Nemzeti Szinhaz Budapest                                                  | Угорщина          | сценографія, дизайн костюмів | драматург: Круді Дьюла, режисер: А.Віднянський                                                                                |  |
| 2016      | Mozart Underground (Моцарт Андеграунд)                    | Київський національний академічний театр оперети                          | Україна           | сценографія                  | режисер: В.Прокопенко |  |
| 2016      | Tóth Ilonka                                               | Nemzeti Szinhaz Budapest                                                  | Угорщина          | сценографія, дизайн костюмів | автор: Andor Szilágyi, режисер: А.Віднянський                                                                                 |  |
| 2016      | Mariza                                                    | Київський національний академічний театр оперети                          | Україна           | сценографія, дизайн костюмів | композитор: Kálmán Imre, режисер: Богдан Струтинський                                                                         |  |
| 2016      | A Gulag Viragai                                           | Nemzeti Szinhaz Budapest                                                  | Угорщина          | сценографія, дизайн костюмів | режисер: А.Віднянський |  |
| 2017      | Bánk Bán (Opera)                                          | Szinház Theatre Budapest                                                  | Угорщина          | сценографія, дизайн костюмів | композитор: Erkel Ferenc, режисер: А.Віднянський                                                                              |  |
| 2017      | Bánk Bán                                                  | Nemzeti Szinhaz Budapest                                                  | Угорщина          | сценографія, дизайн костюмів | композитор: Erkel Ferenc, режисер: А.Віднянський                                                                              |  |
| 2018      | Fiddler on the Roof                                       | Київський національний академічний театр оперети                          | Україна           | сценографія, дизайн костюмів | композитор: Jerry Bock, Лібрето: Sheldon Harnick, режисер: Богдан Струтинський                                                |  |
| 2018      | L'Accompagnateur                                          | Київський національний академічний театр оперети (експериментальна сцена) | Україна           | сценографія, дизайн костюмів | драматург: Marcel Mithois |  |
| 2018      | Az Ember Tragediaja                                       | Nemzeti Szinhaz Budapest                                                  | Угорщина          | сценографія, дизайн костюмів | автор: Madach, режисер: А.Віднянський                                                                                         |  |
| 2018      | Персональна виставка сценографії                          | Львів                                                                     | Україна           |                              | |  |
| 2019      | Folk band «Kurbasy»                                       | Lviv Opera Theatre                                                        | Україна           | дизайн костюмів              | |  |
| 2019      | «Біля Мого Вікна» моновистава                             | Kyiv Academic Drama Theatre on Podol                                      | Україна           | режисер, дизайн костюмів     | |  |
| 2019      | Георг Отс                                                 | Київський національний академічний театр оперети (експериментальна сцена) | Україна           | режисер, дизайн костюмів     | |  |

## Нагороди
- Народний артист України (2021)
- Угорський Золотий Хрест за заслуги — найвищий ранг Угорського Хреста Magyar|Arany Érdemkereszt вручений президентом Угорщини у лютому 2019-го[12].
- Заслужений діяч мистецтв України (2011)
- Лауреат Міжнародний театральної премії ім. Йосипа Гірняка
- Премія Київська пектораль 2002[13]
- Премія Київська пектораль 2006[13]
- Золота медаль театрального фестивалю «Панорама» Мінськ (2007)
- Перша премія театрального фестивалю «Золотий Витязь» Москва
- Перша премія театрального фестивалю моно-мистецтв «Відлуння» актор
- Найкраща сценографія і костюми — Театральний Фестиваль «Poszt» Угорщина (2015)
- Нагорода за найкращий фільм «A Szarvassa Valtozott Fiu (Олень)» Кінофестивалю Угорського Кіно, 2015 Лос-Анджелес, США[14]